# Charaxes reimeri
Charaxes reimeri är en fjärilsart som beskrevs av Rothschild 1900. Charaxes reimeri ingår i släktet Charaxes och familjen praktfjärilar. Inga underarter finns listade i Catalogue of Life.